# Калашникова, Надежда Константиновна
Наде́жда Константи́новна Кала́шникова (род. 1943) — советская и российская шахматистка, мастер ФИДЕ среди женщин.
Главное спортивное достижение — серебряная медаль командного чемпионата СССР 1963 г. в составе сборной Москвы (турнир проводился в рамках Спартакиады народов СССР). Выступала на 10-й (3-й женской) доске, в финальном турнире набрала 3½ из 5: выиграла у Н. В. Коноплевой (РСФСР), Т. О. Головей (Белорусская ССР) и Бенько (Украинская ССР), сыграла вничью с Л. Д. Кристол (Ленинград), также в итоговый результат было засчитано поражение от Н. Г. Александрия (Грузинская ССР) в матче группового этапа.
Участница женских чемпионатов Москвы 1972 и 1973 гг.
Продолжает выступать в ветеранских соревнованиях.

### Семья
Старшая сестра — Лариса Константиновна Калашникова (1941—2021), мастер ФИДЕ, судья республиканской категории.